# Цинзерлинг, Александр Всеволодович
Алекса́ндр Все́володович Ци́нзерлинг (родился 27 августа 1923 года, Петроград, РСФСР, СССР — умер 7 октября 1995 года, Санкт-Петербург, РФ) — советский учёный-патологоанатом, доктор медицинских наук, профессор. Член-корреспондент РАМН (1994).
Автоp и соавтоp около 300 научных pабот, в том числе 13 моногpафий и 3 учебников.

## Биография
Александр Цинзерлинг родился 27 августа 1923 года в Петрограде в семье врачей. Его отец — Всеволод Дмитриевич Цинзерлинг (1891—1960) — доктор медицинских наук, главный патологоанатом Ленинградского фронта в годы Великой Отечественной войны, мать — Вера Александровна Халютина-Цинзерлинг (1890—1965) — кандидат медицинских наук. О деде Александра Всеволодовича известно лишь, что он был учителем математики.
В семнадцать лет, после окончания школы с золотой медалью, добровольно вступил в ряды РККА, впоследствии много лет работал военным врачом, подполковник медицинской службы. В 1940 году поступил в 1-й Ленинградский медицинский институт (ныне Первый Санкт-Петербургский государственный медицинский университет имени академика И. П. Павлова). Великая Отечественная война прервала его обучение: Александр Цинзерлинг служил на Ленинградском фронте в инфекционном госпитале № 822 42-й армии, пережил всю блокаду Ленинграда.
После войны продолжил учёбу в Военно-медицинской академии (ВМА), которую окончил в 1948 году и служил на Сахалине. В 1949—1952 годах обучался в адъюнктуре на кафедре патологической анатомии ВМА. В 1952 году защитил кандидатскую диссертацию на тему «Об особенностях течения пневмоний при лечении сульфаниламидами и антибиотиками: (патологоанатомическое и экспериментальное исследование)», в 1962 году — докторскую диссертацию на тему «Кандидоз легких. Патологоанатомическое и экспериментальное исследование» (издана отдельной книгой).
С 1953 года Александр Цинзерлинг — прозектор в Уральском военном округе, где принял участие в испытаниях ядерного оружия в Тоцком. В 1955—1965 работал в 1-м Ленинградском военно-морском госпитале. В 1962—1966 годах занимался детской патологической анатомией в Ленинградском НИИ детских инфекций, где организовал отдел патологии. В 1966—1992 годах — заведующий кафедрой патологической анатомии, позднее профессор-консультант Ленинградского педиатрического медицинского института (ныне Санкт-Петербургский государственный педиатрический медицинский университет). Был главным детским патологоанатом Ленинграда.
Под pуководством А. В. Цинзерлинга выполнено 10 доктоpских и около 40 кандидатских диссеpтаций. Он являлся членом правления городского, республиканского и всесоюзного обществ патологоанатомов, а также редакционной коллегии журнала «Архив патологии».
Был награждён орденами Красной Звезды и Орден Отечественной войны II степени, а также медалями «За боевые заслуги», «За оборону Ленинграда» и «За победу над Германией в Великой Отечественной войне 1941—1945 гг.».
Умер от рака желудка 7 октябpя 1995 года в Санкт-Петербурге; был похоронен на Серафимовском кладбище рядом со своими родителями и сестрой.
Жена: Цинзерлинг Вера Фёдоровна, нейрогистолог, кандидат медицинских наук; дети: Екатерина и Всеволод.

Могила Цинзерлинга на Серафимовском кладбище Санкт-Петербурга.